# Eugeniusz Kwiatkowski
Eugeniusz Kwiatkowski (Cracovia, 30 dicembre 1888 – Cracovia, 22 agosto 1974) è stato un politico ed economista polacco.

## Biografia
Dopo il colpo di stato di maggio di Józef Piłsudski del 1926 durante la Seconda Repubblica di Polonia, fu nominato dal Presidente Ignacy Mościcki Ministro dell'Industria e del Commercio nel governo di Kazimierz Bartel.
Tra i successi più famosi di Kwiatkowski vi furono progetti di costruzioni giganti: la costruzione del porto marittimo di Gdynia, lo sviluppo della Marina Mercantile Polacca e del commercio marittimo e la creazione del Centralny Okręg Przemysłowy (regione industrializzata al centro della Polonia).
Dopo che l'Unione Sovietica si unì alla Germania nazista nell'invasione della Polonia nel 1939, Kwiatkowski scappò dalla Polonia con il resto del governo il 17 settembre. Fu internato in Romania fino al 1945; ritornò in Polonia e supervisionò i progetti di ricostruzione della costa marittima polacca, e negli anni 1947—1952 fu deputato al Sejm, il Parlamento polacco.
Con il rafforzamento del comunismo e della stretta sovietica sul governo polacco, a cui si oppose, non fu più apprezzato dal governo comunista della Repubblica Popolare Polacca e fu obbligato pertanto a ritirarsi nel 1948. Dal 1952 in avanti, si concentrò su studi sulla chimica e sulla fisica.
Morì a Cracovia il 22 agosto 1974.